# Gailtaler Polinik
Der Gailtaler Polinik (auch Angerkofel) ist ein 2332 m ü. A. hoher Berg in den Karnischen Alpen im österreichischen Bundesland Kärnten.
Er liegt südlich der Marktgemeinde Kötschach-Mauthen und nordöstlich des Plöckenpasses. Der einfachste und kürzeste Anstieg führt vom Plöckenhaus über die Spielbodenalm und das Spielbodentörl auf den Gipfel des Polinik. Seine freistehende Lage bietet einen sehr schönen Panoramablick über das obere Gailtal und die Gailtaler Alpen.
Pohl deutet den Namen vom slowenischen pol (halb) abgeleitet als Mittagsberg, vgl. Zwölfer (Bergname).

## Belege
1. ↑  Peter Holl: Alpenvereinsführer Karnischer Hauptkamm. Bergverlag Rother, München 1988, Rz 1523, ISBN 3-7633-1254-4. Alpenvereinsführer Karnischer Hauptkamm in der Google-Buchsuche
2. ↑  Heinz-Dieter Pohl: Bergnamen. In: members.chello.at. Abgerufen am 24. Juli 2017.